# Neochirosia
Neochirosia is een geslacht van insecten uit de familie van de drekvliegen (Scathophagidae), die tot de orde tweevleugeligen (Diptera) behoort.

## Soorten
- N. atrifrons (Coquillett, 1910)
- N. nuda (Malloch, 1922)
- N. setiger Malloch, 1917